# Hypoctonus kraepelini
Espèce
Hypoctonus kraepelini est une espèce d'uropyges de la famille des Thelyphonidae.

## Distribution
Cette espèce est endémique de Thaïlande.

## Description
Les femelles mesurent de 30 à 32 mm.

## Étymologie
Cette espèce est nommée en l'honneur de Karl Matthias Friedrich Magnus Kraepelin.

## Publication originale
- Simon, 1901 : On the Arachnida collected during the Skeat expedition to the Malay Peninsula. Proceedings of the Zoological Society of London, vol. 1901, no 2, p. 45-84 (texte intégral).